# ベルジラーテ (小惑星)
ベルジラーテ (5110 Belgirate) は小惑星帯に位置する小惑星。ローウェル天文台でエドワード・ボーエルが発見した。
イタリア共和国ピエモンテ州ヴェルバーノ・クジオ・オッソラ県のコムーネ、ベルジラーテから命名された。